# Vier Bücher vom wahren Christentum

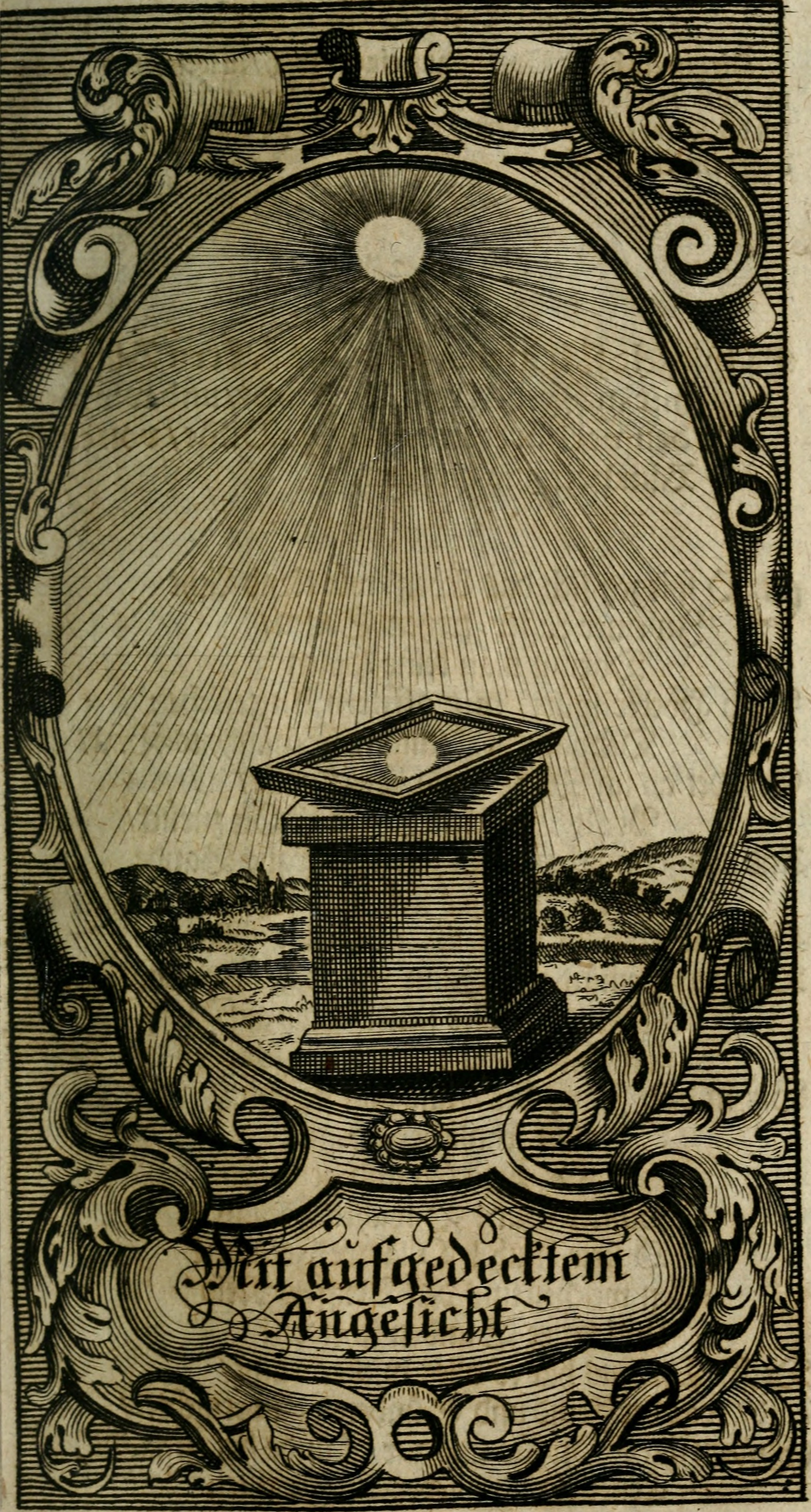
Seit der Ausgabe Riga 1678/79 wurden die Vier Bücher vom wahren Christentum mit Emblemen illustriert; hier eine Illustration des 1705 in Stade von Caspar Holwein gedruckten Buchs

Vier Bücher vom wahren Christentum ist der Titel eines vierteiligen Werks des lutherischen Pfarrers und späteren Generalsuperintendenten Johann Arndt, dessen erster Band 1605 in Frankfurt am Main erschien; die Gesamtausgabe lag 1610 in Magdeburg vor. Es war das erfolgreichste protestantische Erbauungsbuch, von dem bis um 1700 mehr als 50 Ausgaben, Teilausgaben und Übersetzungen gedruckt wurden. Das Werk wurde konfessionsübergreifend sehr breit rezipiert, war aber hinsichtlich seiner Rechtgläubigkeit auch seit Erscheinen umstritten.
In späteren Ausgaben wurden weitere Schriften Arndts angefügt, so dass es zu Fünf bzw. Sechs Büchern vom Wahren Christentum kam; dies entspricht aber nicht Arndts Intention.

## Inhalt

### Anleitung zum christlichen Leben
Johann Arndt war, während er das Wahre Christentum schrieb, Pfarrer an St. Martini in Braunschweig, wechselte dann nach Eisleben. In der Vorrede erläuterte Arndt, warum er das Buch geschrieben habe. Offizielles Bekenntnis und gelebter Glaube entsprächen einander nicht. Politische Ereignisse und Naturphänomene (hier steht die Naturphilosophie des Paracelsus im Hintergrund) wiesen auf die Krisenhaftigkeit der Gegenwart hin. Dabei bleibt die Kritik allgemein, so dass man nur vermuten kann, dass die politischen Wirren in Braunschweig, die Arndt miterlebte, ihn beunruhigten.
Das Buch präsentiert sich dagegen als „Anleytung“ zu einer geistlichen Erneuerung. Das wahre Christentum bestehe darin, Christus im Leben nachzufolgen und Taten der Liebe zu vollbringen. Der Glaube sei nicht ein Für-Wahr-Halten von Sätzen (Arndt sieht die Theologie sehr kritisch), sondern eine innere Kraft, die den Menschen verändere und nach außen in guten Werken sichtbar werde.

### Vier Bücher
Die Aufteilung des Stoffes ist für Arndts Konzeption wichtig. Die einzelnen Kapitel des Werks sind in sich abgeschlossene Einheiten, so dass sich das Wahre Christentum als Hausbuch eignete, in dem der Leser täglich einen Abschnitt meditieren konnte. Im Sinne einer platonischen Urbild-Abbild-Relation entsprechen den vier göttlichen „Büchern“, in denen sich Gott offenbart habe, vier von Arndt publizierte reale Bücher. Die ersten drei Bücher gehören als Gruppe zusammen und beschreiben den Dreischritt der Stufenmystik: Reinigung, Erleuchtung und Vereinigung der Seele mit Gott (via purgativa, via illuminativa, unio mystica). Die einzelnen Bücher haben folgenden Inhalt:
1. Das Buch der Heiligen Schrift (Liber Scripturae): Gott offenbart sich in den Texten der Bibel. Arndt ging davon aus, dass der Mensch das Ebenbild Gottes sei, doch habe er durch den Sündenfall die Gottebenbildlichkeit verloren. Durch Christus werde er aber neu geboren (Rechtfertigung und Heiligung) und erlange das ewige Leben. Notwendig sei eine echte innerliche Buße und Abkehr von der Welt. Diese Buße, und nicht die Zusammenkunft in der Kirche, sei der wahre Gottesdienst.[8]
2. Das Buch des Lebens, Christus (Liber vitae Christus): Gott offenbart sich in Jesus Christus, dem „lebendigen Buch“. Beginnend mit dem Gedanken, dass Christus der Arzt und Heilbrunnen sei, handelt das zweite Buch von der Nachfolge Christi und der lebendigen Verbindung mit Christus im Gebet. Arndt referiert hier die „Theologie des Kreuzes“ von Angela de Foligno. Als eine Art Exkurs ist der erste Teil des Gebetbüchleins von Valentin Weigel eingefügt, der vom Inhalt her relativ unverfänglich war.[9]
3. Das Buch des Gewissens (Liber Conscientiae): Gott offenbart sich im Menschen selbst, in seinem Herzen oder Gewissen. Das Reich Gottes, der höchste Schatz, befinde sich im Herzen des Menschen, „… offenkundig ist das Gottesverhältnis individualistisch gedacht und unabhängig von der Welt wie den kirchlichen Institutionen. Die Auswirkung dieser Vorstellung auf eine Kultur der Innerlichkeit und ein distanziertes Verhältnis zur Welt bei den Lesern Arndts sind schwerlich zu überschätzen.“[9]
4. Das Buch der Natur (Liber Naturae): Gott offenbart sich in der Natur. „Wie das grosse Weltbuch der Natur von Gott zeuget / vnd zu Gott führet.“ Der Makrokosmos der Schöpfung verweise auf Gott und finde in der menschlichen Seele, dem Mikrokosmos, seine Vollendung. Hier hat Arndt Paracelsus rezipiert. Im zweiten Teil wird Raimund von Sabunde referiert: Der Mensch sei das Ebenbild Gottes und zur Gottesliebe verpflichtet.[10]

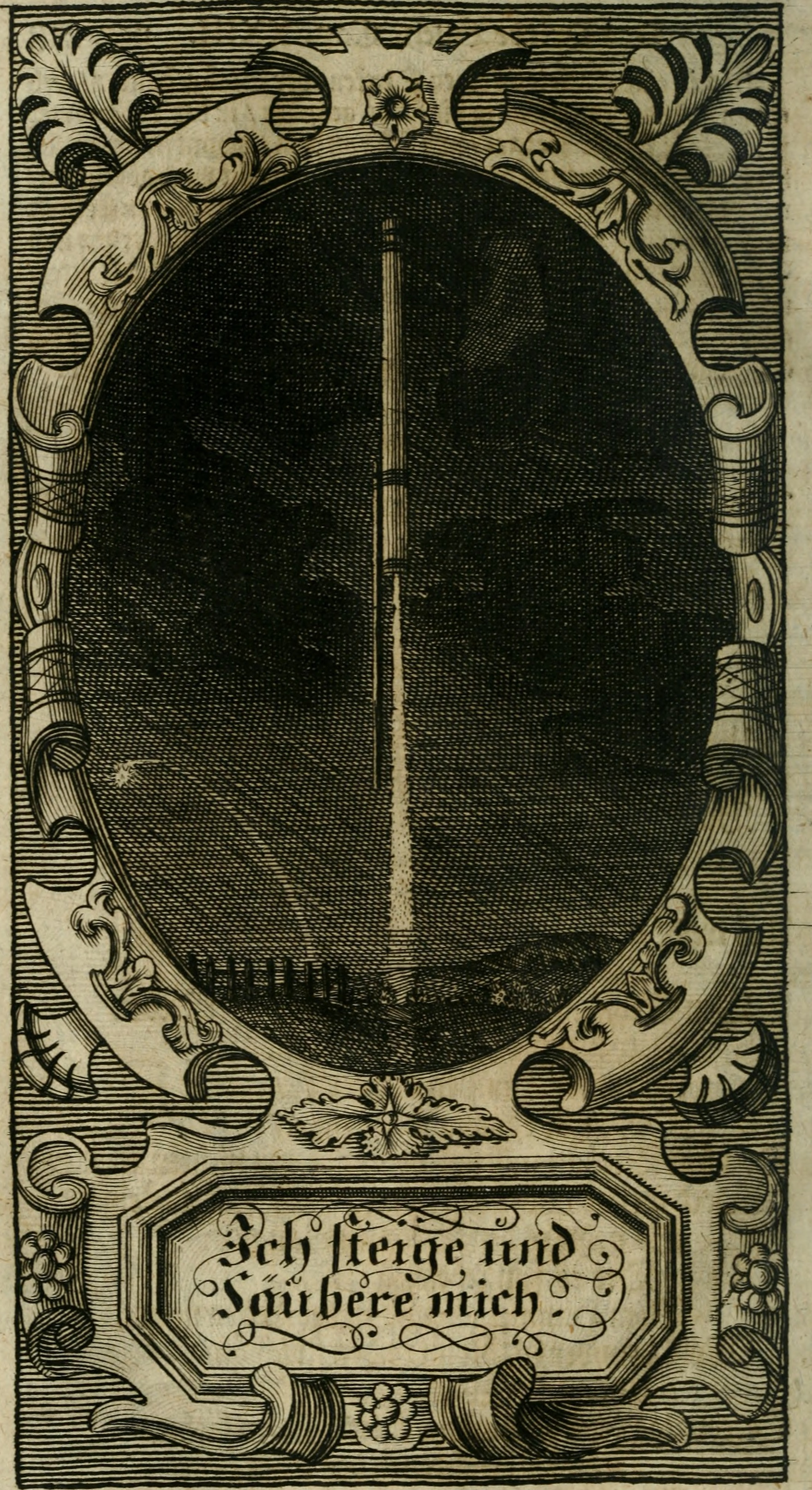
Die Embleme als Beigaben zum Wahren Christentum zeigen häufig technisches Gerät (Fernrohr, Druckerpresse, Setzkasten, Kompass); hier eine Rakete mit dem Lemma: „Ich steige und säubere mich.“

Der Gedanke, das es zwei Bücher Gottes gebe, die Bibel als Heilige Schrift und das „Buch der Natur“, hat im Christentum eine lange Tradition. Bonaventura etwa geht von der Komplementarität beider Bücher aus. Von Bonaventura führt diese Tradition über Raimundus Lullus zu Raimund von Sabunde – der maßgeblichen Quelle für Teil II im vierten Buch des Wahren Christentums. Daneben gab es zu Arndts Zeit auch die Vorstellung einer Dreiheit von göttlichen Büchern, wobei neben Bibel und Natur als dritte Offenbarungsquelle der innerliche Mensch (Herz, Seele oder Gewissen) tritt. Da in solchen Dreierreihen auch Christus anstelle der Bibel genannt werden kann, ergibt sich die Vierzahl, die Arndt bei der Konzeption seines Werks zugrunde legt.

## Rezeption

### Pietismus
Besonders auf den Pietismus hatte das Werk großen Einfluss, so dass von einigen Kirchenhistorikern die These vertreten wird, nicht Philipp Jakob Spener (der das Wahre Christentum sehr schätzte und 1674 eine kommentierte Ausgabe herausgab), sondern Arndt sei der Begründer des lutherischen Pietismus (Ernest Stoeffler, Martin Brecht). Das „Wahre Christentum … ist auf die Dauer wirksamer geworden als alle dogmatischen Systeme der Orthodoxie“, so Brecht. Das Werk traf den Zeitgeschmack von Spätrenaissance und Barock; „Arndt … bediente sich des vorstellbaren beschreibenden Satzes, der packend aufgemachten biblischen Geschichte oder des einprägsamen aus der Bibel oder der Natur genommenen Bildes.“

### Arndtsche Streitigkeiten
Die ersten Reaktionen auf die Veröffentlichung waren positiv. Johann Valentin Andreae empfahl das Wahre Christentum, der Dresdner Oberhofprediger Polykarp Leyser verteidigte Arndts Rechtgläubigkeit mit dem kryptischen Votum: „Das Buch ist gut, wenn nur der Leser gut ist.“ Günstig für die Akzeptanz des Werks war auch Arndts damalige Freundschaft mit Johann Gerhard, der persönlich die neue Frömmigkeit mit orthodoxer Schultheologie verband. Zum Konflikt kam es ab 1618 in Danzig durch Anhänger Weigels, die sich auf das Wahre Christentum beriefen. Dabei wurde entdeckt, dass Arndt Weigels Gebetbuch exzerpiert hatte – für einen lutherischen Pfarrer und Buchautor jener Zeit eine skandalöse Arbeitsweise. Arndt behauptete, er habe nicht gewusst, wer der Autor jenes Textes sei und habe beim Exzerpieren den biblischen Grundsatz „Prüft alles und das Gute behaltet“ (1 Thess 5,21 ) befolgt. Die Danziger Pfarrerschaft spaltete sich und bat auswärtige Theologen um ihr Gutachten.
Arndts Werk wurde 1623, zwei Jahre nach Arndts Tod, von dem Tübinger Theologieprofessor Lucas Osiander II. in einem Theologischen Bedencken wegen seiner Benutzung mystischer und spiritualistischer Literatur scharf kritisiert. Osiander hatte sich mit seinen Kollegen abgestimmt, so dass nun erstmals eine theologische Fakultät gegen das Wahre Christentum Stellung bezog. Auch andere Theologen der lutherischen Orthodoxie, z. B. Johann Konrad Dannhauer, griffen diese Kritik auf.

### Kirchliche Domestikation desWahren Christentums
Das Werk fand aber auch unter den Theologen der Lutherischen Orthodoxie zahlreiche Bewunderer und Verteidiger, etwa Paulus Egardus und Heinrich Varenius. Es waren vor allem Theologen aus dem braunschweigisch-lüneburgischen Raum, die sich mit Unterstützung ihres Fürstenhauses für das Wahre Christentum einsetzten. Varenius, Hofprediger Augusts des Jüngeren in Hitzacker, veröffentlichte 1624 eine zweibändige „Christliche, schriftmäßig wohlgegründete Rettung der Vier Bücher vom Wahren Christentum.“ Spener fügte in seiner Frankfurter Edition des Wahren Christentums (1674) Argumente von Varenius und Lutherzitate als Fußnoten hinzu, womit die Interpretation von Arndts Werk als unzweifelhaft rechtgläubiges Erbauungsbuch gesichert war.

### DasWahre Christentumin anderen Konfessionen und Sprachen
Bereits 1615 wurde der erste Band im reformierten Zürich gedruckt, 1617 erschien in Prag eine tschechische Übersetzung, seit 1631 verschiedene Übersetzungen ins Niederländische, und 1647 eine erste schwedische Übersetzung, die zusammen mit einer zweiten Übersetzung 1695 größten Einfluss auf das schwedische Geistesleben hatte. Ende des 17. Jahrhunderts wurde Besuchern einer spanischen Jesuitenbibliothek die lateinische Version (ohne Titel und Verfassernamen) als bestes aszetisches Werk empfohlen. Nikolaus Ludwig von Zinzendorf veranlasste den Druck einer französischen Übersetzung für katholische Leser. Eine katholische Ausgabe erschien 1734 in Kempten.

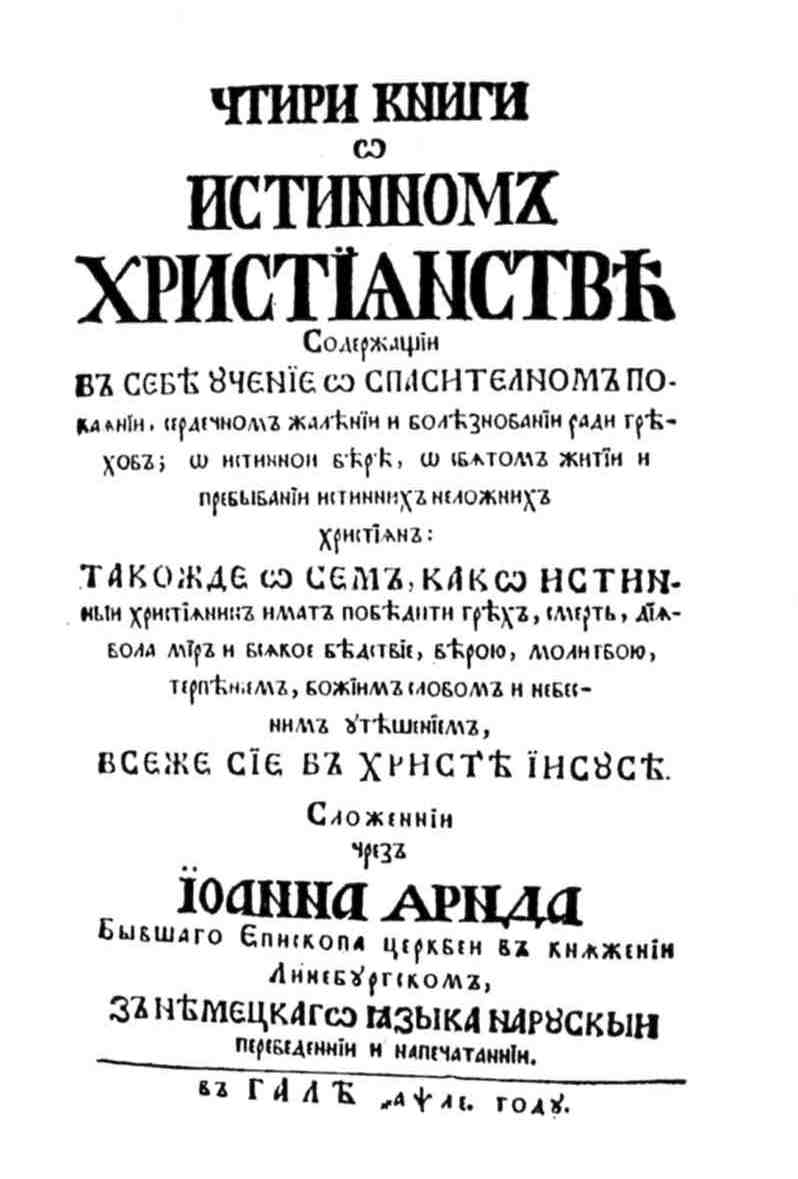
Russische Übersetzung des Wahren Christentums, Halle 1735

Simon Todorski fertigte eine Übersetzung ins Kirchenslawische an, die 1735 in Halle gedruckt wurde. In Russland stieß Arndts Werk auf großes Interesse, da viele Leser sich von einer undogmatischen Frömmigkeit angesprochen fühlten. 1743 wurde das Wahre Christentum verboten, aber weiterhin viel gelesen. So nahm Arsenij Mazejewitsch, Metropolit von Rostow, außer der Bibel nur das Wahre Christentum mit, als er 1763 unter Katharina II. abgesetzt und bis an sein Lebensende eingekerkert wurde – obwohl er ein ausgesprochener Gegner des Luthertums in Russland war. Tichon von Sadonsk exzerpierte große Passagen des Wahren Christentums in seinem Hauptwerk gleichen Namens (Об истинном христианстве Ob istinnom christianstve, „Vom wahren Christentum“). Der Missionar Makari Glucharew nutzte und empfahl Arndts Werk.
Das Wahre Christentum war, so Karl Christian Felmy, mit orthodoxer Frömmigkeit kompatibel, weil Lutheraner und Orthodoxe sich einerseits darin einig waren, alle Vorstellungen menschlicher Verdienste vor Gott abzulehnen, und Arndts Werk andererseits Rechtfertigung und Heiligung miteinander verband.

## Textausgaben
- Von wahrem Christenthumb. Die Urausgabe des ersten Buches (1605), kritisch herausgegeben von Johann Anselm Steiger. Hildesheim u. a. 2005.
- Vier Bücher von wahrem Christenthumb. Die erste Gesamtausgabe (1610). Reprint, mit einem Anhang herausgegeben von Johann Anselm Steiger. Hildesheim 2007.
- Die vier Bücher vom wahren Christenthumb:
  - Bd. 1, Magdeburg 1610 Digitalisat und Volltext im Deutschen Textarchiv
  - Bd. 2, Magdeburg 1610 Digitalisat und Volltext im Deutschen Textarchiv
  - Bd. 3, Magdeburg 1610 Digitalisat und Volltext im Deutschen Textarchiv
  - Bd. 4, Magdeburg 1610 Digitalisat und Volltext im Deutschen Textarchiv